# Gmina Madison (hrabstwo Hancock, Iowa)

Położenie Gminy Madison w hrabstwie Hancock

Gmina Madison (ang. Madison Township) – gmina w USA, w stanie Iowa, w hrabstwie Hancock. Według danych z 2000 roku gmina miała 775 mieszkańców, a jej powierzchnia wynosi 90,65 km².